# Gigi Fernández
Beatriz Cristina "Gigi" Fernández, född 22 februari 1964 i San Juan, Puerto Rico, är en tidigare professionell puertoricansk/amerikansk tennisspelare. Hon räknas som en av de främsta dubbelspelarna genom tiderna. 

## Tenniskarriären
Gigi Fernández blev professionell tennisspelare på WTA-touren 1983. Hon blev därmed den första professionella kvinnliga idrottsmannen från Puerto Rico. Hon vann totalt 68 dubbeltitlar, varav 17 i Grand Slam-turneringar. Två av titlarna vann hon i Olympiska sommarspel. Hon rankades som världsetta i dubbel första gången 1991, en position hon med vissa avbrott behöll till 1995. Hon var mindre framgångsrik som singelspelare, hon vann 2 WTA singeltitlar under karriären, men rankades under flera år bland de 30 bästa singelspelarna. 
Fernández vann dubbeltiteln i Australiska öppna 2 gånger, i Franska öppna 6 gånger, Wimbledonmästerskapen 4 gånger och US Open 5 gånger. Fjorton av dubbeltitlarna vann hon tillsammans med Natasha Zvereva. Paret är därmed efter paren Louise Brough/Margaret duPont och Martina Navratilova/Pam Shriver med vardera 20 GS-titlar i dubbel, det tredje hittills framgångsrikaste dubbelparen i GS-historien. 
Tillsammans med den tjeckiske spelaren Cyril Suk nådde hon 3 GS-finaler i mixed dubbel 1995 dock utan att vinna någon titel. Som singelspelare nådde hon som bäst semifinal i Wimbledon 1994. 
Både 1992 (Barcelona) och 1996 (Atlanta) vann hon guldmedalj i dubbel tillsammans med amerikanskan Mary Joe Fernández i de olympiska sommarspelen. 
Gigi Fernández deltog i det amerikanska Fed Cup-laget 1988-97. Hon spelade totalt 26 matcher av vilka hon vann 23. Hon deltog i laget vid finalsegern över Ryssland 1990. Hon segrade i dubbelmatchen tillsammans med Zina Garrison över det ryska dubbelparet.

## Spelaren och personen
Gigi Fernández föddes i en Puerto Ricansk familj där fadern var en väletablerad läkare. Hon började spela tennis vid åtta års ålder. Hon avslutade sin internationella tävlingskarriär 1997, och blev utnämnd till "århundradets kvinnliga idrottsman" i Puerto Rico 1999. 
Efter avslutad tävlingskarriär arbetar Fernandez som tennistränare. Hon har haft stora ramgångar med detta arbete, och bland annat tränat världsettan och femfaldiga GS-vinnaren i dubbel Rennae Stubbs. 

## Grand Slam-titlar
- Australiska öppna
  - Dubbel - 1993, 1994
- Franska öppna
  - Dubbel - 1991, 1992, 1993, 1994, 1995, 1997
- Wimbledonmästerskapen
  - Dubbel - 1992, 1993, 1994, 1997
- US Open
  - Dubbel - 1988, 1990, 1992, 1995, 1996